# Diplotaxis harra
Espèce
Synonymes
- Diplotaxis harra var. brevisiliquosa O.E. Schulz[1]
- Diplotaxis nana Boiss. ex T.Anderson[1]
- Diplotaxis nepalensis H. Hara[2]
- Diplotaxis pendula (Desf.) DC.[1]
- Diplotaxis vogelii (Webb) Cout.[2]
- Pendulina harra (Forssk.) Willk.[1]
- Sinapidendron vogelii Webb[1] [2]
- Sinapis harra Forssk.[1] [2]
- Sisymbrium aegyptium Juss. ex DC.[1]
- Sisymbrium harra Steud.[1]

Diplotaxis harra est une espèce de plantes à fleurs de la famille des Brassicacées.

## Liste des sous-espèces
Selon Catalogue of Life (17 janvier 2018) :
- sous-espèce Diplotaxis harra subsp. crassifolia
- sous-espèce Diplotaxis harra subsp. glauca - considérée comme une espèce à part selon GRIN, NCBI, Tropicos : Diplotaxis glauca
- sous-espèce Diplotaxis harra subsp. harra
- sous-espèce Diplotaxis harra subsp. hirta - considérée comme une espèce à part selon GRIN, NCBI, Tropicos : Diplotaxis hirta
- sous-espèce Diplotaxis harra subsp. lagascana (DC.) O. Bolòs & Vigo